# Andrea Fazioli
Œuvres principales
L'uomo senza casa
Andrea Fazioli, né le 15 mai 1978 en Suisse, est un écrivain suisse italophone vivant à Bellinzone dans le canton du Tessin.

## Biographie
Andrea Fazioli fait des études supérieures en littératures italienne et française à l'université de Zurich. Il soutient une thèse sur Mario Luzi en 2004.
Après ses études, il se destine d'abord à l'enseignement avant de devenir écrivain de langue italienne, principalement de polars (giallo en italien), qu'il publie en Italie. Ses récits se déroulent souvent dans le canton du Tessin et mettent en scène le personnage récurrent du détective privé Elia Contini. Dans Vengeance d'orfèvre (Chi muore si rivede, 2005), premier titre de la série, ce détective original qui manie l'humour et l'ironie avec un égal bonheur, vient en aide à Francesca, une étudiante de Locarno qui, à la mort de sa mère, tombe par hasard sur un collier de diamants dont elle cherche à identifier la provenance. Cette enquête réveille des drames du passé maternel et bouleverse bientôt le quotidien de la jeune femme contrainte de croiser dans sa quête des bijoutiers cupides, des trafiquants violents et des usuriers marrons.
Andrea Fazioli est également chroniqueur au journal tessinois Giornale del popolo et journaliste à la radio télévision suisse de langue italienne (RSI).

## Œuvre
- Chi muore si rivede, éd. Dadò, 2005 Publié en français sous le titre Vengeance d'orfèvre, traduit par Nicolas Bühler, Lausanne, éditions Plaisir de Lire, 2014
- Delitti in provincia, éditions Guanda, 2007
- L'uomo senza casa, éd. Guanda, 2008 – prix Stresa 2008
- Come rapinare una banca svizzera, éd. Guanda, 2009
- La sparizione, éd. Guanda, 2010
- Uno splendido inganno, éd. Guanda, 2013
- Un inverno color noir, éd. Guanda, 2014
- Il giudice e la rondine, éd. Guanda, 2014
- L'arte del fallimento, éd. Guanda, 2016

## Théâtre
- Teoria e pratica della rapina in banca mise en scène par Miguel Angel Cienfuegos